# Sveggejaure
Sveggejaure är en sjö i Arjeplogs kommun i Lappland och ingår i Umeälvens huvudavrinningsområde. Sjön har en area på 0,181 kvadratkilometer och ligger 557,3 meter över havet. Sveggejaure ligger i Laisdalens fjällurskog Natura 2000-område.

## Delavrinningsområde
Sveggejaure ingår i det delavrinningsområde (735508-154835) som SMHI kallar för Mynnar i Viejeströmmen. Medelhöjden är 619 meter över havet och ytan är 11,46 kvadratkilometer. Det finns inga avrinningsområden uppströms utan avrinningsområdet är högsta punkten. Vattendraget som avvattnar avrinningsområdet har biflödesordning 5, vilket innebär att vattnet flödar genom totalt 5 vattendrag innan det når havet efter 439 kilometer. Avrinningsområdet består mestadels av skog (98 procent). Avrinningsområdet har 0,26 kvadratkilometer vattenytor vilket ger det en sjöprocent på 2,3 procent.